# José Guadalupe Novelo
José Guadalupe Novelo Ramírez (Don Pepe) (1891 - 1968) fue un pedagogo mexicano, nacido en Peto y fallecido en Mérida, estado de Yucatán. Recibió el sobrenombre de Forjador de Caracteres por su larga carrera como maestro y guía de muchas generaciones de yucatecos. Fue durante 47 años, de 1915 a 1962, director de la Escuela Modelo de la ciudad de Mérida.

## Datos biográficos
Estudió en el Instituto Literario de Yucatán y posteriormente concluyó la carrera magisterial en la Escuela Normal de Profesores Rodolfo Menéndez de la Peña. Recién graduado como maestro ingresó al servicio pedágogico a la Escuela Modelo en la ciudad de Mérida, capital de Yucatán. Al poco tiempo asumió la dirección de la escuela, cargo en el que se mantuvo por 47 años ininterrumpidamente. Fue profesor en la escuela secundaria de matemáticas, gramática y literatura española.
A lo largo de sus años como director, junto con otros connotados mentores del plantel como Juan N. Cuevas, Remigio Aguilar Sosa, Antonio Rivero Coello y Lucrecia Vadillo, llevó al grado de excelencia a su escuela, que se convirtió en referente académico reconocido en la región sureste de México por virtud de la labor educativa de su plantel docente.

## Reconocimientos
- Una escuela secundaria de su ciudad natal lleva su nombre.
- Recibió la Medalla Ignacio Manuel Altamirano por sus 50 años como maestro de manos del presidente de México.
- La medalla José G. Novelo es concedida cada año en su honor al mejor alumno de la preparatoria de la Escuela Modelo en la ciudad de Mérida, Yucatán.